# Împăratul Kōrei
Împăratul Kōrei (孝霊天皇 Kōrei-tennō ?), cunoscut ca și  (大倭根子日子賦斗邇命 Ōyamatonekohikofutoni no Mikoto ?) a fost al șaptelea împărat al japoniei, este cunoscut foarte puțin despre împărat. în Kojiki, este arătat doar numele său. a trăit 127 de ani

## Longevitate
Împăratul nu a fost niciodată verificat de Guinness World Records și Gerontology Research Group⁠(d) . a fost legendar. a trăit mai mult decât Jeanne Calment care a trăit 122 de ani și 164 de zile,a trăit în secolele al IV-lea î.Hr. până în Secolul al III-lea î.Hr..